# されど罪人は竜と踊る
『されど罪人は竜と踊る』（されどつみびとはりゅうとおどる）は、浅井ラボによる日本のライトノベル。イラストは宮城。科学監修は亜留間次郎。第7回スニーカー大賞奨励賞受賞作。通称「され竜」。『このライトノベルがすごい！』作品部門では2006年版で8位を獲得している。当初は角川スニーカー文庫から発行されていたが、その後小学館ガガガ文庫へ移籍した。ガガガ文庫版については『されど罪人は竜と踊る Dances with the Dragons』を参照。
「咒式」（じゅしき）という科学と魔法が融合した独特の技術を基にしたファンタジー。残酷ともいえる物語と表現方法、演出の仕方により「日本で最初の暗黒ライトノベル」と称される作品。小学館ガガガ文庫からは正式に「暗黒ライトノベルの始祖にして最終作」としてセールスされている。

## あらすじ
量子世界の基本単位である、作用量子（プランク）定数hを操作し、森羅万象を生み出す力、咒力。これを操るものたちは咒式士、その力を人殺しやバケモノ退治に使う者たちは攻性咒式士と呼ばれる。掃き溜めの町エリダナ在住の二人の（ダメ）咒式士たち罪人と、頭のイカれた依頼人・友人・権力者・犯罪者・同業者たち人格破綻者と、"異貌のものども"の物語。

## 登場人物
声優が列記されている場合はテレビアニメ版/ドラマCD版。

### アシュレイ・ブフ&ソレル咒式事務所
ガユス・レヴィナ・ソレル
声 - 島﨑信長 / 谷山紀章
所属：ダラハイド咒式事務所→アシュレイ・ブフ&ソレル咒式事務所
魔杖剣：断罪者ヨルガ（自動弾倉式）、贖罪者マグナス（回転弾倉の魔杖短剣）
主人公の一人。ヘタレ赤毛眼鏡。長身で、俳優の故ラグマノフ似の美形。地の文における「俺」。化学練成系咒式士であり、咒式士階級において到達者に位置される第十三階梯（1巻の時点では十二階梯、最初のニドヴォルク襲撃の後に十三階梯に承認される）。二つ名は持たないが、物語序盤ではギギナに「錬金術士」と呼ばれた。23歳。
護衛職としては申し分ない身体能力を持っているが攻性咒式士としては体格が足りないと言われる事も多い。しかし咒式に関して非常に豊富な知識を持っており、それらの知識を戦闘に応用する明晰な頭脳を備えている。没落貴族ソレル子爵家出の準爵で、リューネルグ咒式大学中退。現在はギギナとコンビを組み、エリダナに事務所を構える。相棒の浪費癖と凶悪な仕事に喘ぎつつ、塾講師のバイトをしながら生活している（ちなみに教え方はかなりうまいらしく、時折講師に転職するかどうか悩む場面も）。ギギナの非常識さに辟易してる彼も学生時代は曰く"歩く非常識"と呼ばれていたらしい。基本的に不運で浮気性、そして隠れ努力家。化学練成系咒式士にありがちな理屈詰めかつ悲観的な性格。戦争で失った妹のアレシエル、そして過去の恋人クエロやダラハイド咒式事務所での裏切りを今でも引き摺っている。モルディーンに赤色の「宙界の瞳」と呼ばれる指輪を渡され、時折それが彼が狙われる原因となることも。幼い頃から母親が家事放棄したために料理は全てガユスが作ってきたらしく、料理の腕はすでに職人級。ギギナ曰く「性格が大絶滅している」。
『このライトノベルがすごい！』女性キャラクター部門では2006年版で3位、2007年版で7位をそれぞれ獲得している。
ギギナ・ジャーディ・ドルク・メレイオス・アシュレイ・ブフ
声 - 細谷佳正 / 松風雅也
所属：ダラハイド咒式事務所→アシュレイ・ブフ&ソレル咒式事務所
魔杖剣:屠竜刀ネレトー（回転弾倉式、竜を倒す目的で作られた大剣）
主人公の一人。竜を屠ることを生業とするドラッケン族と人間のハーフ。銀髪に鋼色の瞳、白皙の肌、196cmの長身に完璧に近い鍛え上げられた肉体と、この世の物とは思えない程の美形。階級は到達者である第十三階梯（ダラハイド咒式事務所時代は十一階梯）で、エリダナにおいてラルゴンキンと双璧を成すと畏怖される。自らの肉体を強化する生体強化系咒式士であり、生態系咒式の中でも特に治癒咒式を扱う「剣舞士」に分類される攻性咒式士。24歳。
戦闘狂で剣術の達人。ガユスとの付き合いは前事務所を入れれば4年程。きわめて傍若無人で傲岸不遜、ガユスによると己以外の人間が交流不可能なほど性格が捻じ曲がっているとの事。財務状況を無視した凄まじい浪費癖があったり、ガユスに簡単に騙されたりと一見鈍い思考の持ち主だが、戦闘などの非常時においては護衛や治療などの役割も果たし的確な判断もこなすなど、高位咒式士として恥ずかしくない知能を持つ。ガユスとの言語合戦では向こうを張る。家具蒐集家で、お気に入りの家具には名前をつけて愛でている。一番のお気に入りは椅子の「ヒルルカ（♀）」。我が娘と呼び大変愛情を注いでいる（椅子に）。その容姿から異性にはモテまくるが、本人は夜の暇つぶし程度にしか考えていない様子。お相手は消防署勤務の女性からラルゴンキン事務所の受付、酒場の歌い手と手広い。しかし、故郷に居る許婚には全く頭が上がらないらしく、普段の漁色がバレると無限空中コンボ（過去のお仕置き例）だけでは済まないという。ガユス曰く「性根が原子崩壊している」。

### エリダナの人々
ジヴーニャ・ロレッツォ
声 - 日笠陽子 / 長沢美樹
1巻から登場。ガユスの恋人。尖った耳を持つ、アルリアン人と人間のハーフ。白金色の髪の色白の美女で、尻の大きさを気にしている。ガユス曰く「俺にはもったいない程のいい女」。製薬会社に勤めているOLさん。親しい者からは「ジヴ」と呼ばれる。基本的に正義感が強く、お人好しで騙されやすい。そのためガユスによくからかわれるが、それが一定レベルを超えた場合、ものすごく黒く邪悪な一面が表に出てくることがある。そのときの状態は「黒ジヴ」「黒き魔女皇」（ガユス談）「悪魔」（ジャベイラ談）「邪悪な闇の女皇」（ツザン談）などと呼ばれ、ガユス、ギギナをはじめとする数多くの高位咒式士をも廃人寸前に追い込むほどの恐怖を与える存在となる（ガユスやギギナ以上の毒舌、ガユス曰く「幼少時に精神的外傷を受けていないとありえないような」罰ゲームを考え、更にそれを笑いながら執行する等）。その恐ろしさはギギナの許婚以上らしい。咒式を使う事は出来ないが、ガユスに教わった護身格闘術を使いこなすなど身体能力は高い。料理は割と下手。
ロルカ・クレム・バグフォット
声 - 広田みのる / 仁科洋平
所属：ロルカ屋
ガユスとギギナが贔屓にしている、闇商品の流通がエリダナで最も盛んな咒式具屋「ロルカ屋」の親父。ノルグム人。樽のような体つきで、胴間声が特徴。元々は製作に携わりたかったが、咒力が無いため商売に転じた。時々ガユスとギギナに協力してくれることもある。度々ギギナをそそのかして超高価な咒式具を買わせ、ガユスを破産させかける犯人。孫が居る。
ホートン
声 - 駒田航 / 金野潤
珈琲に合う美味いポロック（挽き肉揚げ）がある軽食屋の婿養子。硝子球（ほかに東方の計算機）を用いた全く当たらないホートン占いを趣味でやっている。ちなみにガユス相手の占いは（結果はほぼ100%的中しているが）いい結果が出たためしがない。彼のホートン占いによるとガユスの前世は靴紐らしい。また、アミダくじの歌には世を悲観したくなる効果がある。
ベイリック
声 - 高橋英則 / -
所属：エリダナ市警
ガユスの友人である警察官。階級は警部補。年齢にしてはかなり出世している方らしい。頭が良く、警察官としての誇りが在るんだか無いんだかわからない立ち回りをしている。情報提供や仕事斡旋・協力と、何かと話によく出てくる男。味覚がおかしいのか、署の泥水のような（とガユスは思っている）珈琲が大好き。
イアンゴ
ガユスの友人であるエリダナ指折りの弁護士。咒式法違反になったガユスとギギナを何度も助けた。ベイリックとガユスとはヴォックルの賭け仲間だが、万年最下位のタルフォルズ一点張りのためにいつも二人に金をふんだくられている。
ヴィネル
声 - こぶしのぶゆき
所属：不明
エリダナでも高名な情報屋で正体不明（性別含）。高位数法系咒式士で道化師の格好をしており、いつも電子画面でのみ登場する。電子に入り込みエリダナの全ての電子が彼の眼であり耳。しかし誰の情報でも構わず売るため敵も多く、決して実体が誰かの前に現れることはない。
ツザン・グラル・デュガソン
声 - 玉川砂記子 / 山田美穂
ガユスとギギナが世話になっている闇医者。ジャベイラの従姉。数年前から20代後半を自称している無駄に色っぽい美女。ガユスやギギナ（患者）を番号で呼ぶ。医者としての能力は優れているが、内臓愛好者という最悪の性格破綻者で、とりわけガユスの美しい内臓（曰く内臓美人）に興味津々。ちなみにガユスの臓器とギギナの造形は彼女の担保であり、完全な形で死亡した場合は彼女のコレクションになる運命である。ジヴの指令で命より大事な解剖用のメスを折られ精神崩壊を起こした。
イムホテプ
所属：？
二足歩行の犬のような愛らしい姿をした、知性と温厚さを兼ね備えた種族モルード人の老人（？）。エリダナ四大咒式士「地下迷宮の主」「隠者」。作中に描写された中では、ガユスとは夜のエリダナで一度会ったきり。占い師のような未来予知をして見せた。種族特有の詩的で抽象的な言い回しが特徴。ガユスいわく「真性変質者のイムホテプ」（ただし、され竜DDではこのような記述はない）。どこにいるのかわからないらしい。
プリセラ・ユプスル・サザーラン
声 - 町田政則 / 梅津秀行
ガユスとギギナに仕事を斡旋する役所（生活対策課）の課長。凄まじく長い説教でガユスとギギナを罵倒するが、全く関係ない愚痴までも説教と結びつけガユスたちのせいにするという、もはや神業の域に達した話術を持つ。ちなみに説教時間の長さは世界記録に後一歩及ばず。思春期の娘を持つも、世の父親の常と言うべきか、やはり嫌われている様子。

### ラルゴンキン咒式事務所
ラルゴンキン・バスカーク
声 - 西凜太朗 / 内田直哉
所属：ラルゴンキン咒式事務所（所長）
魔杖剣：剛毅なるものガドレド（長大な魔杖槍斧）
2巻「灰よ、竜に告げよ」から登場。ランドック人の巨漢で、栗色の髪と顎髭を持つ。化学鋼成系の咒式を操る重機槍士。ガユスより頭二つは高い215センチメルトルの身長を誇る。エリダナ中の尊敬の的である人格者。エリダナ一の巨大事務所の所長にして、ギギナやパンハイマとエリダナ一咒式士の座を争う、エリダナ四大咒式士の一人「巌のラルゴンキン」。ジオルグとはライバルであり戦友でもあった。また、妻と三人の娘が居り、家族サービスも欠かさない良き父親。イーギーを拾い育てたのも彼で、ギギナやガユスにも父親のように優しく厳しく接するが、当の二人からはあまりいい印象は持たれていない。
ヤークトー・ペジメテ
声 - 清川元夢 / 石丸博也
所属：ラルゴンキン咒式事務所（副所長）
2巻「灰よ、竜に告げよ」から登場。小柄な老人で、その顔の上半分を知覚増幅面で覆う。すべてを確率で計る数法系咒式士の千眼士。あまりに事務的過ぎる物言いは信用出来るが味気なく、イーギーにはいつも長い話を「略せ」と言われている。話をちゃんと理解されると喜ぶ。元僧侶であり、ラルゴンキンに勧誘されてともに事務所を興した。ジヴとジャベイラの言語合戦の際には、言葉の飛び火に運悪く当たり、卒倒してしまった。
イーギー・ドリイエ
声 -  下野紘 / 福山潤
所属：ラルゴンキン咒式事務所（第二部隊隊長）
魔杖剣：左利きのレグルスス（左手用）、右廻りのラカッド（右手用、以前は右鳴りのラカーススを使っていたが、大禍つ式ヤナン・ガランとの戦闘で破壊されたため交換）
2巻「灰よ、竜に告げよ」から登場。第十二階梯の咒式士で、咒式植物を召喚する生体生成系の華剣士（彼が使う一部の咒式は、ガユスさえ知らないものらしい）。典型的なアルリアン人。割ととがった性格をしており、ギギナやガユスとの衝突が絶えない（がギギナと同じく咒式具マニアなので、意外と話が合う）。ジャベイラに想いを寄せ、また、所長ラルゴンキンを「親父」と呼び慕う。生まれたイージェスの地で迫害を受けており、その傷は今も残っている。ガユスとは、彼がダラハイド咒式事務所に所属していた時代に一度会っている。ジヴにはそのジャベイラへの想いを利用した凄惨な試練を与えられ、結果失神してしまった。「ルップフェット」というアルリアン特有の卑語（魔除けの呪文らしい）をよく言う。
ジャベイラ・ゴーフ・ザトクリフ
声 - 松本梨香 / 浅川悠
所属：ラルゴンキン咒式事務所（第三部隊隊長）
魔杖剣：光を従えしサディウユ（細い刀身の魔杖剣）
2巻「灰よ、竜に告げよ」から登場。第十二階梯の咒式士で、電磁光学系咒式を操る光幻士。ガユスを超える咒式制御力を持ち、最大時は第六階位の咒式を三重発動する事も可能。美女ではあるが、人格が一定しない偽造多重人格者。離婚歴があり、息子と娘が居る。ザトクリフは夫の姓。攻性咒式士になる前はジヴーニャと同じ製薬会社に光学咒式技師として勤めていた。ツザンとはいとこ同士。イーギーとは仕事上の相棒で、生涯の親友（本人談）。ガユスには異性として興味を抱いているが5巻以降はガユスを気遣い、あえて距離を置いている様子。"禁断の数字"においてジヴーニャには一度精神を崩壊させられるほどのダメージを与えられたが、その後山篭りの修行を経て（口論、厭味合戦で）善戦を繰り広げた。人格には電波少女や軍人や中年親父などがある。ある禍つ式を倒す際に「ジャベイガ」なる人格が発動。魔法少女そのものの衣装というとんでもない格好での登場となる（ジャベイガはジヴーニャに忠誠を誓っているらしい）。本来は後衛咒式士であるが、前衛とも互角に渡り合えるほどのいい拳を持つ。
リャノン
所属：ラルゴンキン咒式事務所
6巻「追憶の欠片」内の短編「青嵐」より登場。第七階梯の咒式士。ラルゴンキン事務所中最弱だが、故郷では天才と称された前衛の少女。イーギーに想いを寄せており、互いに想いを見透かしあうジャベイラとは天敵で、彼女とは凄まじい殴り合いを繰り広げたことがある（結果は相打ち）。イーギーには「リノン」と何度も名前を間違えられる。ジャベイラとジヴーニャによる凄惨な死闘（口での）にひとり喝采をあげた人。

### ダラハイド咒式事務所
ジオルグ・ダラハイド
声 - 古川登志夫
所属：ダラハイド咒式事務所（故人）
魔杖剣：慈悲深きシメイシス（魔杖十字槍）、凍てつきしルフェニエ（魔杖尖剣、名刀匠が打った七振りの名魔杖剣の一振り）
「Assault」より登場。エリダナ四大咒式士に数えられた、エリダナで最も尊敬される十三階梯咒式士の一人「氷蒼の道化」。十三階梯の凄腕だが二つ名の通り、少々道化めいた所を覗かせる事もある。独立の為の金を用意してやるなど、少々お人好しが過ぎ、経営能力はあまり無いよう。だらしない風貌の糸目の中年男で気迫は全く無いが、命を狙ってきた咒式士を屠った際には殺伐とした一面を覗かせることもある。数々の超有名な咒式士を育てている（レメディウスの家庭教師を務めたこともある）。部下を心から愛し、父親のように優しく見守る。ガユスとギギナ、そしてクエロやストラトスの師。実力はすさまじいの一言。「自分ぐらいになると咒式を放つだけでは面白くない」と語っている。電磁誘導を組み合わせ精密さを兼ね備えた氷凍系咒式を操る。物語中で詳しく語られてはいないが、死亡しているようである。
名前の由来は機動戦士ガンダムに登場するモビルスーツ、ジオング。
クエロ・ラディーン
声 - 戸松遥
所属：ダラハイド咒式事務所（副所長）→？
魔杖剣：雷哭のイルディラ（魔杖短槍）、内なるナリシア（二巻以降所持、膨大な咒式干渉力を持つ）
蜂蜜色の肌に、灰白の髪を持つ美女。電磁系十三階梯の咒式士（ダラハイド事務所時代は十一階梯）の雷轟士で、強かで高潔。「不殺」の信念を掲げていたが。現在は処刑人と呼ばれる非情なる殺し屋。新進気鋭ながらその躍進ぶりは、すぐに四大咒式士に並ぶであろうと云われている努力の天才だが、女性だということも合わせて周囲の嫉妬を買って悲劇を招いたことも。車に乗ると性格が豹変する。ガユスとは同い年で恋人同士だったが、現在は彼を憎んでいる。ダラハイド咒式事務所の解体後はエリダナを離れていたらしいが、現在はエリダナに戻り汚れ仕事を引き受ける凄腕咒式士として暗躍している。第七階位咒式を二重発動することすら可能。名前の由来はフランスの検索エンジン「Quaero」
ストラトス・ローエン・クンデラ
声 - 藤堂真衣
所属：ダラハイド咒式事務所→？
魔杖剣：絞首刑のググリュプ（渦を巻いた刀身の魔杖短剣）、毒婦ミジャーチャ（波うつ刀身の魔杖短剣）
黒い瞳に黒い髪、死者より陰鬱な表情を持つ少年。数法系咒式士で、相手の能力を下げて拘束する事に特化した厭怨士。幼いながら十階梯に到達した才能だけならレメディウスにも並ぶと称される天才。咒式以外にもあらゆる事柄に関して優れた才能を発揮するが、故に世界への興味がかなり薄く、それ故の空虚さに理想的な自殺を追い求めている。脈絡もなく自殺をしようとしては止められ、時に仲間に一緒に自殺をすることを提案する。とある事件までは仲間をただの背景としか見ていなかったが、その後「誇り高き自殺の日まで生きてみる」という事を誓った。しかし、ジオルグの死の前後に廃人になったとの事（現在も生存中と思われる）。死んだはず。

### ｓパンハイマ咒式警備会社
パンハイマ・ルヴァ・アミラガ
所属：パンハイマ咒式警備会社（社長）
魔杖剣：緋斑（魔杖刀）
真っ白な肌に遺伝子的に有り得ない緋色の瞳を持つ、緋牡丹と彼岸花の着物に身を包むすさまじいまでの美女。エリダナ四大咒式士、「荊棘の女王」。その美貌にも視線にも他者を恐怖に震え上がらせるものがある。純粋すぎるまで善良的な超狂気のサディストで、数多くの部下兼奴隷を従え、ダラハイド部下の咒式事務所を咒式士達に襲わせた。ジオルグに「公共の敵」と言わしめる程の危険な女。炎を扱う咒式を得意としているようだ。ダラハイド事務所崩壊の元凶であるかのような発言を行っている。
マラキア
パンハイマの秘書。人に傷つけられることによって歓びを見出し、傷つけるものを限界に追い込むほどのマゾヒスト。大抵のダメージはすぐに回復する。
シンギヒ・ブルフラヒ
魔杖剣：魔杖槍
パンハイマ事務所の第二十二席咒式士。通称「挽き肉屋」。甲冑を纏った重機槍士。ジオルグと交戦するが、液体オゾン咒式の四段攻撃の餌食となり死亡。
オボロホ
魔杖剣:魔杖鎌
パンハイマ事務所の二十三席咒式士。通称「獣の花嫁」。ドレスを着た美少女だが、十二匹の黒巨猿を獣姦して手なずけている異様な性癖の持ち主。クエロとの戦いで敗北し、パンハイマの処刑に恐れをなし逃亡。
マグスタイ
パンハイマ事務所の第二十四席咒式士。通称「首吊り人の足を引く者」。顔の半分を強酸で焼かれた美男。剣術の達人。人生に絶望した咒式士達を率いている。ガユス、ストラトスと交戦するが、安らかな死を望む咒式士達に自爆させて惨たらしく犠牲にするやり方がストラトスの逆鱗に触れ、"異貌のものども"を召還する咒式の犠牲になり死亡。

### 旅で出会う人々
アナピヤ
魔杖剣：請願者ヤンダル（ガユスから貰った魔杖短剣）
4巻「くちづけには長く、愛には短すぎて」より登場。とある旅一座に拾われ、その一座が咒式士強盗に襲われた時にガユスとギギナに救助された記憶喪失の少女。すさまじいまでの咒力を持つ。千三百年以上生きた鋼竜ムブロフスカに狙われ、また大量の咒式士を雇ってまで彼女を奪おうとする者も居り、正体が疑問視される。誰かを気遣い、愛されたい欲求が強い少女。
実は竜と人間のハーフで、精神支配咒式士製造計画の唯一の成功体である。彼女はその研究所にて他の実験体の少女達とともに繰り返し性的虐待や解剖実験などの道具にされており、ただ一人生き延びて意図して精神支配咒式を使えるようになった。記憶が戻るまでは無意識に発動していた場面もみられる。
ニルギン・ホイナン
自称・竜事象対策研究所の研究員。四巻でアナピヤの故郷を探している間に行動を共にすることになる。少々悪戯でユーモアの利く性格で、やたらと長くまだるっこしい口調を使う。ガユスとギギナから暴力的なツッコミを食らうことが多いが、本来は高い知能と戦闘能力を持つ人物。
正体は長命竜であるムブロフスカが人間に変身した姿。同時に咒式士最高諮問法院のエリート、潜入査問官でもある。出会った当初に自身を煙に巻いたガユスの言動を真似していた。自らの子孫であるアナピヤを護るために奮闘し、最期はアナピヤとともに死出の花道を逝く。

### 国家の最重要人物とその周辺
モルディーン・オージェス・ギュネイ
声 - 土師孝也 / 坂東尚樹
ツェベルン龍皇国枢機卿長他、数々の肩書きを持つ、国家最重要人物にしてガユスとギギナが最も嫌う男。落ち着いて理知的な雰囲気を持つ。一切の咒式を扱えず、戦闘力の類も皆無。しかしその内に渦巻く策謀は人知を逸している。国の為、前龍皇であった兄アスエリオを謀殺してから、一度も心から笑わなくなった。第十三階梯を超える凄腕咒式士を集めた精鋭「十二翼将」を従える。ガユスも無意識の内にそのカリスマに惹かれていて、モルディーンを「理解」することを忌避していた。国を愛し、人を愛する狂気の男。自分のために死んだ者の名、六千人以上の名前を全て覚えている。
ゼノビア・イルム・ジェスカ
声 - 小島幸子 / 谷育子
イルム選皇王、円卓評議会の一人。モルディーンの従妹であり、彼とは過去に色々あった模様。かなり高齢だが、高位咒式士であるため肉体の老化が遅く、生来の美貌を保っている。モルディーンの如き冷酷な策士だが、堅物な性格。二巻において、特殊部隊「竜の顎」を派遣し、レメディウス誘拐事件の取引現場を襲撃させた。イルム七騎士という部下がいたが、十二翼将との戦いで四騎士に減った模様。
ヘロデル
声 - 伊丸岡篤 / 千葉進歩
ガユスの大学院時代の友人で、モルディーンの一級咒式秘書官。戦争で許婚を失った過去がある。その復讐心からモルディーンを暗殺しようとするが逆に利用され、爆殺される。
レメディウス・レヴィ・ラズエル
声 - 杉田智和 / 杉山紀彰
咒式総合商社ラズエルの御曹司で、チェルス将棋に関しては最年少大陸王者となるほどの腕前。年齢はガユスよりも少し年上。
咒式結界を張りながら六つの咒式の並行展開が出来るなど、類稀な才能を持つ数法系咒式士でもある。モルディーンとも一度チェルスで勝負して見事に勝利している。あらゆる事柄をすべて記憶する天才。若くしてモルディーン枢機卿の十二翼将に直接誘われるほどの逸材だったが、唯一の肉親（後見人）である叔母カルプルニア（声 - 定岡小百合 / -）の意向とラズエルへの義務感のために断っている。その後は、ラズエルの兵器開発主任として魔杖剣「平和の担い手バロレック」などの開発に携わっていたようだ。魔杖剣に関していくつもの特許を取得しており、物腰も穏やかで正義感が強い好青年だった。ラズエルが砂漠の国の独裁者ドーチェッタに武器を売っていたために恨みを買い、反政府組織「曙光の戦線」に誘拐されてしまう。
ドーチェッタ
声 - 松本大
砂漠の国ウルムンの独裁者。
元は高位の数法系咒式士であり、民衆によって選挙で選ばれたがその後豹変して独裁者になった（モルディーン談）。軍の武力を背景に圧政を敷き、自らに逆らう者には容赦しない。国政に関しては彼なりに思うところがあるが、その政策は血も涙も無い等級社会であり、性格は冷酷非情で残忍なサディストなため自国の市民はおろか遠い外国の人間にさえ「最悪の独裁者」と呼ばれる。ウルムンの反政府組織「曙光の鉄槌」が起こした咒式爆弾アヴァ・ドーンを使用したテロのターゲットとなり、暗殺される。

### モルディーン十二翼将
サナダ・オキツグ
魔杖剣：九振りの魔杖刀（現在三日月宗近、骨喰國吉、鬼丸國綱が確認されている）
モルディーン十二翼将筆頭「最も疾き刃」。髭をたくわえた中年で、彼の一挙で翼将全員の雰囲気が引き締まる程の威容を持つ。「侍」の称号に恥じない男。独自の配下に皇国最強の一軍である旗本侍衆がいる。イェスパーの師。趣味がころころ変わり、その趣味に没頭していないと精神が不安定になる（没頭すると元に戻る）。恐らく拾から壱までの数字が振られた刀を使い、数字が壱に近づくにつれて強力になっていくと思われる。七の刀で「神」を召喚し、古き巨人を退けたことなどから、戦闘能力は計り知れない。父親のオクナガは「至高の刃」と呼ばれた先代十二翼将。
ヨーカーン
声 - 田村睦心 / -
モルディーン十二翼将第二席「大賢者」。虹色の瞳を持つ。見た目はかなり若く中性的で、外見から年齢や性別を割り出すことは不可能。作品の中で、数千年前から生きていたような描写が見られる。大陸第二位の咒式士で、魔杖剣なしで咒式を展開する異常な能力を保有している。全系統の咒式を完全に会得し、さらには超定理咒式まで会得している人物。自分の回りには八つの宝珠が浮遊しており、それぞれに強力な"異貌のものども"が封印されているらしい。唯一モルディーンを呼び捨てにし、気まぐれで主を殺そうとするなど翼将としての忠誠心は無いに等しく、他の十二翼将との折り合いは非常に悪い。性格はやや皮肉屋で、飄々としている。オキツグ、バロメロオ、クロプフェルの3人のみが抑える事ができ、オキツグには首を落とされた事もあるらしい。クロプフェルと交代でモルディーンの防御結界を担当している。
バロメロオ・ラヴァ・レコンハイム
モルディーン十二翼将第三席「軍神」。咒式士であり皇国最強の一軍である人形騎士団の軍事指揮官。見た目は車椅子に座った30代の男だが、実はモルディーンと同年代。モルディーンとは遠い親戚にあたるレコンハイム公爵家の当主。十歳から十四歳まで（童顔という限定付きで十六歳も）の少年少女が大好きな変態で、極めて精緻な「擬人」を大量につれている。少なくともオキツグ、ウフクスは過去に、ベルドリトは現在進行形で彼に狙われている。
クロプフェル・セイン・デズデモイ
モルディーン十二翼将第四席「聖者」。聖人と呼ばれる生ける伝説で、龍皇すら敬意を払うほどの男。モルディーンの相談役。見た目は温和な老人で、モルディーンの自分勝手ぶりにほとほと手を焼いている。咒式士としての能力も当然ながら高い。ヨーカーンと交代でモルディーンの防御結界を担当し、法王の守護も受け持っている。
カヴィラ・アレイド
モルディーン十二翼将第五席「うつろわぬ者」。喪服のような漆黒の衣服を纏った妙齢の女性で、鼻から下の顔しか晒さず、誰も口を利いたところを見たことがない謎の人。長くモルディーンに仕えている。
アザルリ
モルディーン十二翼将第六席。最凶の殺人者で、本人も絵に描いたようなクレイジー。性別不明。どこかに投獄中らしく、会議は音声だけで参加している。
シザリオス・ヤギン
モルディーン十二翼将第七席「英雄」。ランドック人の巨漢。破壊に特化した戦略兵器。身長は289センチメルトルとかなり巨大。ラペトデス七都市同盟出身だが龍皇国に仕える。本職は大学教授にして博士号も持っている。「ドレイドンの惨劇」の生き残りである英雄。超正義漢（翼将曰く、「異常な正義漢」。どのように言葉がかかっているかは本人だけが知らない）で細かいことは考えず、豪快を絵に描いたような性格。語尾に必ず「！」をつける。戦闘時には赤い甲冑を纏い「宇宙の絶対正義の代行者にして狂信的正義の化身シザリオン」になる（決めポーズも存在する）。咒式の原理を一切知らず、「正義の味方はやたらめったら強い」という思いこみのもと、無意識に膨大な生体強化咒式や、高位重力咒式を恒常的に発動させている。
ウフクス・ジゼロット
モルディーン十二翼将第八席「腐食のウフクス」。アルリアン人の女性。殺戮に特化した戦略兵器で咒式細菌を操る生体生成系咒式士。濃緑の長髪に真緑の瞳、蒼白い肌と死者のような陰鬱な表情をしている。生きている者全てを憎み、またその全てに恐怖している。軽く電波の入った性格。前述通り全ての生きている者を憎んでいるが、特に暑苦しく単純だが無駄に丈夫なシザリオスや、変な目で見てくるバロメロオが嫌い。ちなみにノーブラでCカップ。実は小学校にも行っていない。
イェスパー・リヴェ・ラキ
声 - 星野貴紀 / 大川透
魔杖剣：九頭竜牙剣（本人の用途にあわせて、9つ宝珠がついている）、九頭竜爪剣（魔杖短剣、やはり九つ宝珠がついている）
モルディーン十二翼将第九席。「皆殺しのラキ家」当主の侯爵。黒髪と眼帯が特徴。無骨で実直な性格だが、それが過ぎるのも欠点で、モルディーン関連のことで取り乱すと壊れてしまうという妙な一面を持つ。恋愛もそれなりにしているが、二つのことを同時に考えられないという性格から、全てがモルディーン優先となってしまい結局破局。勇猛果敢で、モルディーンへと絶対の忠誠を誓い、命を投げ捨てることすら厭わない。父親のイェルドレドは元十二翼将だが、裏切りを企てた後自決している。主に化学鋼成系の咒式で魔杖剣を変形させて戦う機剣士。
ベルドリト・リヴェ・ラキ
声 - 徳井青空 / 朴璐美
魔杖剣：空渡りスピリペデス（アサルトライフルの銃身を刃にしたような形状）
モルディーン十二翼将第十席。イェスパーの双子の弟。二卵性双生児のために顔は似ておらず、父親似のイェスパーに対して母親似。バロメロオにいまだ狙われる程のかわいらしい顔をしている。天真爛漫で兄によく注意されているが、兄が暴走した時はたしなめ役になる。敵を倒すために凄惨な咒式を使う残酷な部分もある。数法咒式士で、あらゆる確率を操る虚法士。「異貌のものども」に制御桿を打ち込み操ることが出来、ペットとして名前をつけている。しゃべる際に「むいむいっ」「もげもげ」など、謎の効果音をつけるのが癖。
ジェノン・カル・ダリウス
声 - 井上剛 / 園部啓一
モルディーン十二翼将第十一席「千貌のジェノン」。性別不明（ガユスの推理によると、話をするときに男が話すような単語をよく使う）。生体変化を得意とする咒式士で、最高精度の個人識別機すら騙せる程の変身能力を誇る。その能力ゆえモルディーンの影武者を務める。周りの物質を取り込むことにより、巨大な生物に変化することも可能。元々は無名役者。実は他の翼将達から存在を忘れかけられており、影が薄いことを気にしている。
キュラソー・オプト・コウガ
声 - 南條愛乃 / 小林沙苗
魔杖剣：夜鴉（黒い刀身の魔杖刀）、魔杖叉
モルディーン十二翼将第十二席。黒髪を短く切った東国の女性。忍びの集団「コウガ」の党首にして忍群を独自の部下として持つ。故国から追い出された時にモルディーンに拾われ、現在は諜報屋と秘書官を務めている。一巻時での実力はギギナといい勝負（本人曰く、平地での純粋な剣技の競い合いでは一歩劣る）で化学系の咒式士としてもかなりの実力者であったが、Dances with the Dragons4巻時には、単身古き巨人を撃破するまでになっており、ヨーカーンに「他の翼将と同じくらいおもしろくなった」と評された。モルディーンの秘書的な立場にもあるが、翼将きっての常識人のためいつも苦労を強いられている可哀想な人。自分が畑で育てた野菜の漬物をモルディーンに褒められるとつい胸を張ってしまったり、あまりない胸を気にしているそぶりを見せたりと、かわいらしい一面もある。コウガ忍者としての名前は「久蔵」。

### 竜
ニドヴォルク
声 - 甲斐田裕子 / 斎賀みつき
第一巻登場。エリダナ咒式士連続殺人事件の犯人。その正体は900から1000歳級の長命竜である黒竜。死の吐息は王水の奔流。夫の準長命竜、エニンギルゥドを倒された復讐のためにガユスとギギナと戦う。その執念は、自分の手でガユスとギギナを殺すために、一度死んだガユスを蘇生咒式で生き返らせる程。人族に殺された竜の仇を取る際に自分に架した制約として、人間の姿をしている。重力咒式を行使する。ガユスとギギナに倒される。後に何者かによって複製される。
イムクアイン
第六巻『覇者に捧ぐ禍唄』に登場する600歳級の赤竜。死の息吹は1000℃の火炎。人間の時は赤い髪の青年。人間がひき潰し、また人が持ち去った亡き妻の生んだ卵を取り返すために人と敵対する。ガユスとギギナに倒される。
ムブロフスカ
第四巻、第五巻に登場する1300歳級の長命竜である鋼竜。沸騰したタングステンを死の息吹として吐き出し、摂氏6000℃にまで達するそれは白銀の炎となる。また全身に防御咒式が展開している上、ムブロフスカ自体もかなりの知能を有する。ガユスとギギナに倒される。

### 曙光の鉄槌
二巻に登場。前身は「曙光の戦線」
ズオ・ルー
声 - 石田彰 
魔杖剣：名称不明（鈍色の魔杖剣）
ウルムンの革命組織「曙光の鉄槌」の党首代理、緑の瞳と傷だらけの肉体を持つ老将。通称「砂礫の人喰い竜」、到達者級の咒力を持ち、異次元の生命体「禍つ式」を操る。ズオ・ルー本人も人体のアミノ酸を変性させて一度に大量の人間を皆殺しにするスイー・トリーの咒式を操り、かなりの戦闘能力を持つ。名前の由来はウルムンの伝説にある革命の竜、ズオ・ルーに因む。
正体はラズエル社に所属していた咒式博士レメディウス・レヴィ・ラズエル。「曙光の戦線」に拘束されるが、そこで自身が設計した魔杖剣「平穏の担い手バロレック」が民間人への虐殺に使われている場面を見てショックを受け、「曙光の戦線」に協力することを決意する。やがてその才能を生かし「曙光の戦線」を導くがある日軍に捕縛され、ウルムンの独裁者・ドーチェッタにより組織は崩され、自身もひどい拷問を受け、恋人のナリシアはレイプされて処女を失った。その後ナリシアと捕縛された仲間と一緒に荒れ果てた土地に放逐され仲間が次々と息絶える中、遂に限界を迎えるが、ナリシアと死別した際、彼女の遺志を継ぐため彼女の肉を食して生き延びた。
そのためか自らの魔杖剣に内なるナリシアと名づけている。一度見たもの、聞いたもの、その時の空気までも鮮明に記憶するという才能を持つが、そのために休みなく過去の悲劇の記憶に苛まれている。ドーチェッタ暗殺後もウルムンの為に戦い続けるが、クエロに暗殺される。
ナリシア
声 - 佐藤亜美菜/仙台エリ
ウルムンの革命組織「曙光の戦線」にいた少女。同じく「曙光の戦線」に所属する戦士ナジク（声 - 駒田航）とナバロ（声 - 最上嗣生）という兄を持つ。その他の家族はウルムンの政府に虐殺された。
レメディウスとは恋仲であったが、ある日ウルムン政府にレメディウスと共に拉致され、ドーチェッタに拷問を受け、レメディウスの眼前で強姦される。その後放逐されたのち、飢えに苛まれるレメディウスに「私を食べて、このウルムンを救って」と言い残し、自害する。

### 禍つ式
ヤナン・ガラン
声 - いずみ尚 / 増谷康紀
ズオ・ルーがナリシアの二人の兄弟を生贄に召喚した蜘蛛が化身した大禍つ式にして、夜会の役者の一人。形式番号502の混沌派の男爵"戦の紡ぎ手"。普段は鎧姿の騎士で、真の姿は六本の腕を持つ二足歩行の巨大な蜘蛛。遠距離咒式を嫌い、武人としての決闘と風流を何より好む。ズオ・ルーの命により咒式兵器アヴァ・ドーンを使うテロを実行しようとするが、ガユスとギギナ、ラルゴンキン咒式事務所の連合軍に倒される。
アムプーラ
声 - 若本規夫 / 遊佐浩二
ズオ・ルーがナリシアの二人の兄弟を生贄に召喚した毒蛇が化身した大禍つ式にして、夜会の役者の一人。形式番号498の秩序派の子爵"墓の上を這う者"。道化師のような格好をしており、性格や口調も多少道化めいていて享楽家。左右半身にそれぞれ石化と猛毒の咒式を宿し、超級の体術と数法系咒式を使う。ズオ・ルーの命により咒式兵器アヴァ・ドーンを使うテロを実行しようとするが、ガユスとギギナ、ラルゴンキンに倒される。
ハビカイアー
モルディーンを襲った大禍つ式。サイの怪物。形式番号493の無派。イェスパーとベルドリトに倒される。
モズモ、パラレロト、ゴルッギア、ジグジラ
会食中のラルゴンキン達を襲った禍つ式。ラルゴンキン咒式事務所に倒される。

### アナピヤを狙う咒式士達
四、五巻に登場。クエロに「やっかいな連中」といわれるほどの癖者揃い。
ユラヴィカ・イシュドル・タルク・エルレイン・ゾソ
魔杖剣：屠竜刀ゾリューデ（直線的な刀身の屠竜刀）
ドラッケンでも十三階梯の高名な戦士を八人殺害し、二八人の追っ手を退けたドラッケン族の咒式士。戦いの末、自らの誇りを満たす者は竜ではなく強い戦士の命であることに気付き親友のドラッケン族の戦士を殺害、ドラッケンに莫大な賞金を賭けられ、殺戮を繰り返していた。ドラッケン族の理念を極端に突き詰めた誇り高き狂戦士。そのマントには自らの命を危険に晒した敵や、彼が英雄と認めた親友の顔を飾っている。化学珪成系の咒式とギギナに並ぶ剣闘術をもって、英雄と認めたギギナを幾度も狙う。通称「顔狩りのユラヴィカ」「同族殺しのユラヴィカ」
チェデック
魔杖剣：苦力者ボライド（巨大な魔杖丸鋸）
元は独裁国家ウルムンの奴隷だった咒式士。ランドック人。身体能力が高く、また見た目と異なり非常に高い咒力を持つ。命を救われたユラヴィカに恩を返すために執拗にユラヴィカと行動しており、最後はユラヴィカを守って死に至り「もっとも優しき男」とユラヴィカに称された。死んだ後もユラヴィカのマントに飾られていた九人の顔の装飾の一部となっている。
アインフュンフ
魔杖剣：身体内蔵型
棺に収まった、多系統を平行展開できる常識はずれの咒式士。その正体は老女とも童女とも言われる、重力咒式によって棺ごと移動することができる。ガユスとギギナに倒される。
正体はアナピヤと同じ研究施設にいた六人の少女達。六人がそれぞれの系統の咒式を操って戦っていた。
メルツァール
魔杖剣：魔杖錫
自らの血族を捜し求める仮面の咒式士。死んだばかりの人間に宝珠を埋め込み、「屍葬兵」と呼ばれるゾンビにする禁止されているガミ・ギンの咒式を使う。通称「屍のメルツァール」。アナピヤに倒される。
正体はアナピヤの父親のバルティア。殺されたはずが依頼主に蘇生させられ戦わされていた。
バモーゾ
魔杖剣：魔杖短剣（鉈のような刀身に鋸状の刃）
虫に関する生体生成系咒式を使う咒式士。何度殺しても全身を蟲に変えるネルガツルの咒式を使って蘇る。嗜虐的な性格で女性や弱者を憎み、自分が愛する男を惨殺することにより自らの愛を自己完結させる変質者。通称「愛しのバモーゾ」、実のところ他者からの愛情に飢えており、「愛した」対象であるガユスに「お前のような人間は誰からも愛されない」と言われた時は憎悪を剥き出しにした。アナピヤに倒される。
依頼主
声だけで登場、咒式士達を操る謎の男。禁断の「小天使」計画の復活を目指し、その完成品であるアナピヤを狙っている（また彼の計画には「大賢者」と呼ばれる高名な咒式士が協力している）。ただ、「争いの無い愛のある世界」を作ることのみを目的としている。現実を忌避し、自分が犠牲にした他人の苦しみを想像しない冷酷さの持ち主。
かつてはベギンレイムという処刑された咒式士だったが、アナピヤの養父アズルピを始めとした「人形」を操っていた。ギルフォイルという中継体を駆使し、計画を実行する。ギルフォイルの身体は六人目の咒式士であるクエロに処刑されるが、脳は生き延びて海中に沈んだまま生き延びる。そのままアナピヤの脳組織から遂に自分だけの楽園を作り上げるが、自分の選んだ「愛」が実は永遠の孤独でしかないことに気付き、クエロに脱出手段を破壊され、絶望の地獄に堕ちていく。

### 黒社会の者達
レジーナ・ケブ・ウラガナン
エリダナの裏組織「ロワール」の幹部。顔に傷跡がある。拷問を好むサディストであると同時に、影で策謀を張り巡らせる狡猾な女。
デュピュイ・ミワ・ブランネル
エリダナの裏組織にして闇金業者「三旗会」首領にして数法系咒式士。ガユスとギギナにも金を貸している。金のためなら手段を選ばない男。かつては親友を救うために命をかける男だったが……。
ネイアス・バオロン
エリダナの裏組織「ファルモア剣友会」の騎士長。元七都市同盟の軍人。人種差別主義者。
メレギエ
エリダナの裏組織「ノイエ党」の首領。通称「狂教授」。かつてはまともな政治結社だった組織において凄惨な粛清を行い、犯罪組織に墜落させた男。

### その他、ガユスとギギナと戦うことになる咒式士達
ブレナンテ
魔杖剣：魔杖弓
一巻でガユス達と高官達を狙った軍人崩れの光学咒式狙撃手。通称「射光のブレナンテ」。ガユスに咒式で光学咒式を跳ね返され死亡。
ユーゴック・ナザ・ラスム
魔杖剣：哭き叫ぶメレイン（鋸のような刀身）
三巻『翅の残照』に登場。エリダナの裏組織、ロワールの金庫番や暗殺者を務める攻性咒式士であったが、任務としての殺人をこなすたびに感じる「自分もいつかこうなる」という不安に溺れ、組織を裏切って金庫から金を強奪する。半透明の「九蛇狐」を操る咒式を使う。ガユスとギギナに倒され、「お前らもいつかこうなる」と言い残し死亡。
イエッガ
魔杖剣：殺戮せし刃イエッガ（一般人でも攻性咒式を発動できるようにする特殊な魔杖剣）
三巻『黒衣の福音』に登場。プリエール高等学院の男子生徒。殺人集団「ザッハドの使徒」に魔杖剣を渡され、犯罪に手を染める咒式士を次々と虐殺していくが、咒式士としての技量は素人。「イエッガ」とは、高名な殺人鬼「ザッハド・ダノン・イエッガ」の家名から取っている。ガユスと交戦するが、ガユスにその幼稚さを切り捨てられ、圧倒的な実力差を見せ付けられ死亡。
メーデン・マヘッソ
六巻『朱の黙約』に登場。通称「黙約のメーデン」かつてエリウス郡辺境にその人ありと言われた電磁系咒式士。かつては五百歳級の竜を一人で倒したとされたが、老い先は長くない。卑劣な詐欺師に成り下がった曾孫・ワイマートを救うために、ガユスとギギナに戦いを挑むことになる。機操兵を操る「支配職」としての能力も持つ。ガユスとギギナとの戦闘中、寿命により死亡。
ダズルク
咒式士最高諮問法院の上級咒式査問官。精鋭咒式士たる武装咒式査問官達を指揮している。「護法数鬼」と呼ばれる巨人を使役する。メルツァールに殺され、死葬咒兵になる。
グィデド
咒式士最高諮問法院の中級咒式査問官。ダズルクの相棒で卑劣な性格。
キクチ・サダノリ
魔杖剣：魔杖刀
七巻『黄金と泥の辺』に登場。一見ただのスーツ姿の中年男だが、実はエリダナの裏組織、蘭宗会に所属する「鬼斬り」といわれた凄腕の暗殺者。ギギナほどの戦闘能力は無いが、元は各系統ごとの咒式を流派とし、前衛の剣術・刀術と組み合わせる「侍」。殺傷性のX線を照射するシメイスの咒式を伸縮可能な不可視の刃として使い、前衛としての剣術の精密さと、後衛としての間合いを兼ね備えた攻撃をもって標的を狙う。蘭宗会崩壊後は狙っていた標的が起こした犯罪組織「三旗会」に入社する。
ソリダリ
魔杖剣：咒符用（咒符士は魔杖剣で作成した咒符によって咒式を発動させるため、劇中では登場しない）
七巻『しあわせの後ろ姿』に登場。エリダナ市警察元巡査長。正義感が強いが妻を省みなかったために浮気をされ、彼女と浮気相手を狙っている。幾度かの事件で多くの咒式士をたった一人で、殺さずに逮捕した経歴がある。待ち伏せや反撃、多角攻撃に向いた数法式法系の咒符士。ガユスと交戦し死亡。
マズロー・ブレトン・ゴッスム
声 - 野島裕史
ガユスとクエロがダラハイド事務所時代に戦った咒式士。機剣士の賞金首。クエロに捕縛される。
ゾビーノ・グランデ・アッテンペルト
魔杖剣:掣肘者ドナテラエ（有名な刀匠の作）
ガユスとクエロがダラハイド事務所時代に戦った咒式士。クエロが現れる前は若手でも屈指と言われていた雷撃咒式士。粗暴な性格の前衛咒式士ジャハッドと組んでいる。自分を知ろうともしないクエロに激しく嫉妬を抱き、クエロと仲のよい富豪の子ティトーを誘拐して目の前で殺害し、クエロの心を深く傷つける。その後クエロ達に捕縛され、ティトーの親族の私刑に遭い死亡したものと思われる。

## 設定

### 咒式
本作は咒式と呼ばれる通常のファンタジーともSFとも異なる独特の設定に基づいて書かれている。
「咒力」と呼ばれる力を扱う咒式士達が、魔杖剣や咒符などを使って、人工的にプランク密度を作り出して基本物理定数を変異させる。それによって現実の科学理論に基づいた現象が起こる。咒式は主に、化学系咒式（化学物質や金属を生む）、生体系咒式（生物に関係する物質や器官、もしくは生物自体を生む）、電磁系咒式（電気や磁気、電磁波を操る）、重力系咒式（重力や質量を操る）、数法系咒式（確率操作や召喚、結界生成など、さまざまな現象を起こす）の5系統に分けられる。
扱うには咒力と呼ばれる生来的な才能と物理学の素養が必要とされる。また、咒印組成式（数式や化学式で構成された、咒式の設計図のようなもの）を知っていないと発動できない。咒式発動の際には、魔杖剣の切っ先など、発動する部位に咒印組成式が浮かび上がる。本作の世界では咒式技術が広く浸透しており、軍事以外にも医学、産業、算術と幅広い分野で応用されている。
咒式は「階位」と呼ばれる単位でランク分けされており、最高階位である第七階位の咒式は特殊な高位咒弾と使用者の脳を焼くような負荷を与えて発動される。しかし極一部の高位咒式士や、竜や禍つ式のような"異貌のものども"のように、第七階位を楽々と操る者も存在する。
咒式の名前は主にレメゲトンの悪魔から取られている。

#### 魔杖剣
魔杖剣（まじょうけん）は、咒式を戦闘や破壊作業等で使用するために必要な兵器。銃器に似た構造の機関部と刀身を持つ。
咒式の精密な制御を司る演算装置である宝珠を備えている。咒式を発動させるために必要な重物質が詰め込まれた咒弾（じゅだん）を装填し、咒印組成式を思い浮かべながら引き金を引くことで咒式士は咒式を発動させる。これによって咒式は近距離戦闘でも使用できる程に高速かつ正確・精密なものとなる。
咒式を使用する場合、通常の咒式士が発動するには魔杖剣と咒弾の二つが必須となるが、"異貌のものども"や特殊な才能の持ち主などは、魔杖剣無しで強力な咒式を発動することも可能である。
剣以外にも、槍や短剣、狙撃用の弓といった形状のものもある。

#### 咒式士
咒式を扱う技師や研究者を「咒式師」、咒式を扱う肉体労働者を「咒式士」（じゅしきし）という。作品世界中において生活する人々の半数はなんらかの咒式使いであるとされる。「龍理使い」（ろんりつかい）という蔑称で呼ばれることもある。
咒式士には階級があり、この世界ではそれを階梯と呼ぶ。一 - 十三まで存在し、一般には九階梯以上が高位咒式士として扱われる。特に十三階梯でも上位の到達者は、竜や大禍つ式をも上回る力を持ち得るとされる。
また、咒式士の中でも戦闘を担当する者は「攻性咒式士」（こうせいじゅしきし）と呼ばれ、直接敵と近接戦闘を行う前衛咒式士と、攻撃用咒式を使って前衛を援護する後衛咒式士の二つに分けられる。また、高位咒式士の中には遠近両方の戦いに長けた咒式士も存在する。

### 異貌のものども
人間以外の、人間に仇なす生物の呼称。猛獣と最も違う点は、その身に咒式を宿していることである。後述する竜、禍つ式、“古き巨人”を筆頭に、人狼や人虎などがこれに分類される。

#### 竜
太古より地上の覇者と称される、最凶の能力と誇り高き魂を持つ種族。人間をはるかに超える知性を持ち、人語を解することの出来る知性を持つ竜と、飛竜などに代表される高位竜に使役される獣の二種類に大きく分けられる。現在はギ・ナランハの統べる賢龍派（ヴァイゼン）と人間の間でティエンルン条約が結ばれ、不可侵の緩衝区の線引きをし、世界に共存している。
汎ドラッケン測定法により、その体長によって年齢をおおよそ特定することが出来る。竜は星霜を重ねるごとにその咒力と肉体を強化していき、1000年を生きた竜は長命竜（アルター）と呼ばれる。人間に対しては絶大な恐怖の象徴として描かれるが、人間の汚泥のような悪意に対して敗北することもある。人間の姿へ化身することも出来るが、竜族はこの能力をあまりよしとはしていない。強力な咒式干渉結界、恒常発動している超再生咒式、高位咒式に、種族によって様々な死の息吹と呼ばれる凶悪な能力を保有している。また、万年を超えた竜は龍と称され、この世の始まりから世界を見てきた、神に等しい力を持つと伝えられている。
しかし現時点では龍は六頭しか存在していないと言われ、現時点で名前が判明しているのは、ツェベルン龍皇国の皇都ギネクンコンの皇宮にてツェベルの神剣イシカに封じられている黄金龍ガ・フーイ、竜の大部分を占める賢龍派の長白銀龍ギ・ナランハ、この世すべての天候を統べると言われる空の覇者天龍グ・ルケシュ、名を口にするだけで不幸が訪れるという災龍ゲ・ヅァイターンとその子孫である黒竜派首領黒緇龍ゲ・ウヌラクノギア、そして名も無き龍の六頭。

#### 禍つ式
太古より悪魔や邪神と呼ばれたものの総称。熱的崩壊に瀕する何処かの世界より奇跡的な確率で干渉してくる。
人間界を滅ぼし新たな地にせんとする混沌派（ケイオス）、人間界を高度な能力により完全統治せんとする秩序派（オルドネン）、そのどちらにも属さない無派に分けられる。膨大な情報量を持つ高次元の生命体であり、三次元である人間の世界に顕現するには特定の物体を媒介にし、身体の情報を作り変えて降臨せねばならない。その性質から、彼ら自体が咒式であるのではという説も出され、彼らを禍々しい咒式、略して禍つ式と称するようになった。
下級の禍つ式ですら異貌のものどもの中で上位の力を有するが、形式番号を持つ大禍つ式（アイオーン）と呼ばれる上位禍つ式は、長命竜にすら匹敵する咒力を持つと言われている。人間により、形式番号ごとに爵位で区別されている。大禍つ式は極めて高度な知性を持つが同時に情報体のため、規則に反する行動は取ることが出来ない。

### エリダナ
ツェベルン龍皇国三十五州の一つ、エリウス自治郡の郡都。国土の東端で、ラペトデス七都市同盟との国境にあり、四十年程前から両国家の交流のため共同で委任統治されている。観光と貿易と外交の都市。
ルルガナ内海に面し、七つの運河と七十七の橋がある。街の中央を流れるオリエラル大河の西岸が皇国系住民、東岸を七都市同盟系住人と住み分けている。
異なる土地から咒式士が多く集う街であり、街を知り尽くした情報屋「ヴィネル」など、咒式士相手に商売する者もいる。しかし、咒式士の道の過酷さや職を得る困難さから挫折する者も多い。現市長はヒルベリオ氏。
ゴーゼス経済特別区では「ファルモア剣友会」「ノイエ党」「ロワール」「三旗会」などの犯罪組織が幅を利かせており、多くの咒式士が彼らの下僕となっている。その組織力と残虐性は到達者であるガユス達もおいそれと手を出せないほどである。また、治安も良くなく、作中では猟奇殺人事件も何度か発生している。
ガユスは「行き場のない奴らが最後に辿り着く街」と評している。

## 評価
第7回スニーカー大賞にて奨励賞を受賞した（受賞時のタイトルは「されど咎人は竜と踊る」）。同賞で審査員を務めたあかほりさとる、藤本ひとみ、水野良は本作について以下のように評している。

## 既刊一覧

### 小説
- 浅井ラボ（著）・宮城（イラスト）、角川書店〈角川スニーカー文庫〉、全8巻
  1. 『されど罪人は竜と踊る』2003年1月30日発売[11]、ISBN 4-04-428901-8
  2. 『されど罪人は竜と踊るII 灰よ、竜に告げよ』2003年5月30日発売[12]、ISBN 4-04-428902-6
  3. 『されど罪人は竜と踊るIII 災厄の一日』2003年11月29日発売[13]、ISBN 4-04-428903-4
  4. 『されど罪人は竜と踊るIV くちづけでは長く、愛には短すぎて』2003年12月27日発売[14]、ISBN 4-04-428904-2
  5. 『されど罪人は竜と踊るV そして、楽園はあまりに永く』2004年7月31日発売[15]、ISBN 4-04-428905-0
  6. 『されど罪人は竜と踊るVI 追憶の欠片』2004年12月28日発売[16]、ISBN 4-04-428906-9
  7. 『されど罪人は竜と踊るVII まどろむように君と』2005年6月30日発売[17]、ISBN 4-04-428907-7
  8. 『されど罪人は竜と踊る Assault』2006年4月28日発売[18]、ISBN 4-04-428908-5

### 漫画
- 浅井ラボ（原作）・宮城（キャラクター原案）・灰原薬（作画） 『されど罪人は竜と踊る』 角川書店〈角川コミックス・エース〉、2006年6月22日発売[19]、ISBN 4-04-713833-9

## ドラマCD
キャスト
- ガユス・レヴィナ・ソレル（谷山紀章）
- ギギナ・ジャーディ・ドルク・メレイオス・アシュレイ・ブフ（松風雅也）
- ジヴーニャ・ロレッツォ（長沢美樹）

Sneaker CD Collection されど罪人は竜と踊る
- モルディーン・オージェス・ギュネイ（坂東尚樹）
- キュラソー・オプト・コウガ（小林沙苗）
- ベルドリト・リヴェ・ラキ（朴璐美）
- イェスパー・リヴェ・ラキ（大川透）
- ヘロデル（千葉進歩）
- ニドヴォルク（斎賀みつき）

Sneaker CD Special されど罪人は竜と踊る 禁じられた数字
- イーギー・ドリイエ（福山潤）
- ジャベイラ・ゴーフ・ザトクリフ（浅川悠）
- ツザン・ギュラル・デュガソン（山田美穂）